# Tripping
"Tripping" é uma canção escrita por Robbie Williams e Stephen Duffy gravada pelo cantor Robbie Williams.
É o primeiro single do sexto álbum de estúdio lançado a 24 de Outubro de 2005, Intensive Care.

## Paradas
| Parada (2005)                       | Posições |
| ----------------------------------- | -------- |
| Alemanha - Media Control Charts     | 1        |
| Itália - FIMI                       | 1        |
| Países Baixos - Acharts.us          | 1        |
| Áustria- Ö3 Austria Top 40          | 2        |
| Europa - Billboard European Hot 100 | 1        |
| Hungria - MAHASZ                    | 2        |
| Noruega - VG-lista                  | 2        |
| Espanha - PROMUSICAE                | 2        |
| Suécia - Sverigetopplistan          | 2        |
| Suíça - Schweizer Hitparade         | 2        |
| Reino Unido - UK Singles Chart      | 2        |
| Dinamarca - Hitlisten               | 3        |
| Irlanda - IRMA                      | 4        |
| Finlândia - Mitä hittiä             | 4        |
| Austrália - ARIA Charts             | 7        |
| Bélgica (Flandres)                  | 8        |
| França- SNEP                        | 9        |
| Bélgica (Valônia)                   | 11       |
| Grécia                              | 12       |
| Roménia - Romanian Top 100          | 16       |
| Nova Zelândia - RIANZ               | 20       |